# 5875 Kuga
5875 Kuga (1989 XO) là một tiểu hành tinh vành đai chính được phát hiện ngày 5 tháng 12 năm 1989 bởi Endate và Watanabe ở Kitami.